# En dörr på glänt
En dörr på glänt, eller När en stjärna står tänd över barndomens hus, med inledningsorden "Till hemmet där jag idel kärlek mötte tanken går" är en  sång med text av Fritz Gustaf Sundelöf, signaturen Fritz-Gustaf, och musik av Eric Frykman publicerad 1946.
Första studioinspelningen gjordes av Nils Jolinder med barnkör, vilken gavs ut 1947..
Trio me' Bumba tolkade 1973 låten på julalbumet Julekväll, som återlanserades 2002.
Sången finns inspelad av bland andra "Matz Bladhs" (1985) , Ingmar Nordströms (1991) och Göingeflickorna (2001).

### Fotnoter
1. ↑  Radioprogram inspelade 1940-1950 av komminister Göran Roos på Svensk mediedatabas
2. ↑  Julekväll / Trio me' Bumba på Svensk mediedatabas
3. ↑  ”Svensk mediedatabas”. http://smdb.kb.se/catalog/id/001883851. Läst 15 maj 2011.
4. ↑  Saxparty : 10 / Ingmar Nordströms på Svensk mediedatabas
5. ↑  Kära mor / Göingeflickorna på Svensk mediedatabas